# David Glazer
Pour les articles homonymes, voir Glazer.
David Glazer est un clarinettiste et pédagogue américain né le 7 mai 1913 à Milwaukee et mort le 4 mars 2001 à New York.

## Biographie
David Glazer naît le 7 mai 1913 à Milwaukee (Wisconsin),.
Il étudie au State Teachers College de l'Université du Wisconsin à Milwaukee, obtenant un Bachelor of Education (en) en 1935, puis au Berkshire Music Center (en) de Tanglewood de 1940 à 1942, et travaille la clarinette à Boston avec Viktor Polatschek (en),.
Entre 1937 et 1942, Glazer enseigne à la Longy School of Music (en) de Cambridge (Massachusetts).
Entre 1946 et 1951, il est clarinettiste à l'Orchestre de Cleveland puis se produit en soliste ou chambriste au sein du Quintette à vent de New York entre 1951 et 1985, date de sa retraite,.
Comme pédagogue, David Glazer a notamment enseigné au Mannes College of Music, au New York College of Music (en), à l'Université de New York et à l'Université d'État de New York à Stony Brook.
Comme interprète, il est le créateur de deux œuvres d'Egon Wellesz, la Suite pour clarinette seule, op. 74 (1957), et le Quintette avec clarinette, op. 81 (1959).
David Glazer meurt le 4 mars 2001 à New York, au Beth Israel Medical Center de Manhattan,.